# Concerto per pianoforte e orchestra n. 2 (Bartók)
Il Concerto n. 2 per pianoforte e orchestra, Sz. 95 è una composizione di Béla Bartók.

## Storia
Nel 1930 Bartók intraprese la composizione del suo Secondo Concerto per pianoforte e orchestra, secondo criteri guida alquanto differenti rispetto al primo Concerto. In quel periodo, aveva portato a compimento la stesura della Cantata profana  ed era sempre più animato dal convincimento che la sua opera creatrice dovesse costituire un vero e proprio messaggio all’umanità intera: «La mia idea fondamentale è quella della fratellanza dei popoli. È per questo che non rifiuto alcuna influenza, sia essa di origine slava, romena, araba o altro ancora, a condizione che si tratti di una fonte pura, fresca e sana!» . 
Iniziato durante i brevi intervalli di quiete tra due tournée, il Secondo Concerto fu portato a compimento al termine del 1931, durante un soggiorno estivo in Svizzera. Bartók profuse particolare impegno nella scrittura della parte solistica che volle abbellire di fioriture decorative, in guisa di ornamenti classici, ai fini di rinnovarne la forma ed il carattere .
Eseguito per la prima volta il 23 gennaio 1933 a Francoforte sul Meno sotto la direzione di Hans Rosbaud con Bartók al pianoforte (il quale non si sarebbe più recato in Germania per il resto della sua vita), il Concerto riscosse il favore del pubblico (specie a Parigi, dove l’accoglienza fu assai calorosa) a dispetto della critica .  
In un articolo pubblicato alcuni anni dopo, Bartók  volle precisare i criteri di base che lo avevano guidato nella stesura dell’opera: «Il mio primo Concerto lo ritengo un lavoro riuscito, sebbene la sua scrittura riesca in certa misura difficile, forse anche molto difficile, per l’orchestra e per il pubblico. Perciò mi decisi, alcuni anni più tardi, nel 1930/31, a comporre il mio secondo Concerto da affiancare al Primo, con meno difficoltà per l’orchestra e anche più piacevole tematicamente. Questo mio scopo spiega il carattere più popolare e facile della maggior parte dei temi …». In verità, osserva Paolo Petazzi, tale dichiarazione del compositore non va presa troppo alla lettera. Nel Secondo Concerto non si ravvisano di certo concessioni compromissorie alla “facilità”, ma è pur vero che il materiale tematico è qui più chiaramente individuabile, che il clima espressivo è più mobile rispetto alla serrata tensione del Primo Concerto e che la scrittura orchestrale offre una maggior varietà di colori .

## Struttura
Il Secondo Concerto per pianoforte presenta una mescolanza dei due principali modelli formali: da una parte il vecchio principio del concerto classico, con la sua alternanza tra tutti e solo (quest’ultimo, grazie all’impiego di altri strumenti solisti, particolarmente le percussioni, assume talvolta l’aspetto di un vero e proprio concertino tipico del Concerto grosso barocco) e dell’altra la tradizione virtuosistica del XIX secolo (che solitamente viene indicata con il nome di concerto sinfonico, intendendo con tale espressione un processo di sviluppo unitario tra la parte solistica e l’orchestra). Una notevole rilevanza è conferita al colore orchestrale, non soltanto nel senso della ricerca di particolari effetti coloristici ma anche sotto il profilo dell’elemento formale costitutivo. Ad esempio, nel primo movimento compaiono assieme al pianoforte solo i fiati e le percussioni, mentre nel secondo sono inizialmente gli archi con sordino e i timpani ad accompagnare il solista, sostituiti da fiati, percussioni ed archi nella sezione centrale (scherzo). È soltanto nel finale che tutti gli strumenti del Concerto vengono a suonare insieme .

## Allegro
Il primo tema del movimento iniziale, annunciato dal caldo timbro della tromba (che lancia all’entrata una sorta di richiamo al pianoforte, col quale dialogherà in totale assenza degli archi) denuncia l’ispirazione dalla musica di Stravinski; il profilo melodico delle prime note coincide infatti con l’inizio del tema intonato dai corni all’attacco del finale de L'uccello di fuoco. Altre analogie si possono trovare con Petruška, ma in ogni caso Bartók sa fare uso di questo materiale in modo assolutamente personale. Nella costruzione della forma sonata, in cui la ripresa presenta l’inversione dei temi dell’esposizione, Bartók si mostra capace di profondere una grande varietà di invenzione e di atteggiamenti espressivi.

## Adagio - Presto - Adagio
L’Adagio del secondo movimento, con il suo carattere di “musica della notte”, ricorda l’Andante del Primo Concerto ma si basa su un clima timbrico affatto differente, con il tranquillo mormorio degli archi a mo’ di corale, al quale il solista risponde con il sostegno di alcuni sommessi rulli dei timpani. Al primo Adagio segue un nervoso e scattante Presto nel quale il solista affronta passaggi di notevole e arduo virtuosismo. Dopo questa vivace parentesi, ritorna l’episodio iniziale e l’Adagio finale svanisce quietamente. 

## Allegro molto - Presto
Il movimento finale sembra riportare al clima del Primo Concerto con la vigorosa energia barbarica che contrassegna il primo tema, il quale funge da ritornello. Motivi melodici di derivazione slava animano questo movimento, nel quale Giacomo Manzoni rinviene la vigorosa impostazione ritmica del più tipico Bartók; si tratta anche in questo caso di un brano di straordinario virtuosismo che pone la parola fine al Secondo Concerto in un clima di smagliante aggressività .